# Psathura myrtifolia
Psathura myrtifolia är en måreväxtart som beskrevs av Achille Richard och Dc.. Psathura myrtifolia ingår i släktet Psathura och familjen måreväxter.
Artens utbredningsområde är Mauritius. Inga underarter finns listade i Catalogue of Life.